# Щаранский, Натан
Ната́н Щара́нский (ивр. נתן שרנסקי‎; при рождении Анато́лий Бори́сович Щара́нский; род. 20 января 1948[…], Сталино) — советский инженер-математик, переводчик и правозащитник, диссидент, активист еврейского движения в Советском Союзе, отказник 1970-х — 1980-х годов.
После репатриации в Израиль в 1986 году — государственный и общественный деятель, депутат кнессета, министр, писатель. Кавалер двух высших американских наград — Золотой медали Конгресса США (1986) и Президентской медали Свободы (2006), лауреат Премии Израиля (2016).

## Биография
Родился 20 января 1948 года в Сталино (ныне Донецк) в семье журналиста, сотрудника газеты «Социалистический Донбасс» Бориса Моисеевича Щаранского (1904—1980) и экономиста Иды Петровны Мильгром (1908—2002). Брат — Леонид (род. 1946; живёт в США).
Учился в 17-й школе Донецка и Московском физико-техническом институте (город Долгопрудный). В студенческие годы был членом комитета комсомола факультета. В 1971 году окончил факультет вычислительной техники МФТИ по специальности «инженер-программист».
После окончания Физтеха устроился работать в ВНИИ нефти и газа — где работал инженером-математиком на должности младшего научного сотрудника. Жил в Сокольниках, в доме в Колодезном переулке. В свободное от работы время тренировал юных шахматистов в известном шахматном клубе в парке «Сокольники».

### Деятельность в СССР
В 1973 году Щаранский подал документы на выезд в Израиль, но ему было в этом отказано. Он был уволен из ВНИИ нефти и газа и стал зарабатывать на жизнь репетиторством. К 1975 году стал активным участником эмиграционного движения евреев-отказников.
В середине 1970-х Щаранский становится одним из инициаторов создания Московской группы по контролю за соблюдением Хельсинкских соглашений в области прав человека (так называемой Хельсинкской группы), помощником и переводчиком академика Андрея Сахарова. Щаранский активно участвовал в еврейском движении в СССР, демонстрациях и голодовках протеста; был автором ряда писем и обращений еврейских активистов к советским властям и международной общественности. Встречаясь с аккредитованными в Москве иностранными журналистами, Щаранский передавал им информацию о преследованиях, которым подвергались активисты-правозащитники, о необоснованных отказах в разрешении на выезд из СССР, о многочисленных случаях нарушений прав человека в СССР.

### Обвинение в измене Родине
4 марта 1977 года в газете «Известия» было опубликовано открытое письмо Александра Липавского, одного из приближенных к Щаранскому людей, являвшегося агентом КГБ. В этом письме он в числе прочего обвинял Щаранского в шпионаже. 15 марта 1977 года Щаранский был арестован по обвинению в измене Родине и антисоветской агитации и направлен в Лефортовскую тюрьму.
Согласно материалам «Хроники текущих событий» Щаранский на суде обвинялся по статье 64 УК РСФСР («Измена Родине») в шпионаже и «оказании иностранному государству помощи в проведении враждебной деятельности против СССР» и по статье 70 УК РСФСР («Антисоветская агитация и пропаганда»).
Обвинение утверждало, что шпионаж заключался в сборе и передаче Щаранским на Запад списков лиц, которым было отказано в выезде из СССР с обоснованием «сохранение государственной тайны»; что эти списки содержали материалы о 1300 лицах, располагавших военными и иными секретами, и информацию о дислокации, ведомственной принадлежности и режиме секретности двухсот предприятий в разных городах Советского Союза, о руководящих работниках этих предприятий; что Щаранский передал эти списки «работавшему в Москве под видом журналиста агенту американской военной разведки» Роберту Тоту, который использовал их против интересов СССР, опубликовав статью «Советский Союз косвенно раскрывает центры секретных работ»; и что Щаранский делал всё это по заданию иностранных разведывательных служб, которое он получил в переданном по дипломатической почте письме Виталия Рубина и некоей анкете с перечнем вопросов разведывательного характера. Помимо этого, утверждалось, что Щаранский помогал Тоту устанавливать конспиративные контакты с учёными и специалистами, причастными к хранению секретной информации, в результате чего Тот получил не подлежавшую публикации в открытой печати информацию о парапсихологии и космических и социологических исследованиях.
Обвинение утверждало, что «оказание иностранному государству помощи в проведении враждебной деятельности против СССР», состояло в том, что Щаранский «передавал за рубеж материалы, намеренно искажающие действительную картину жизни в СССР» и «призывал правительства ряда стран, чтобы они — под предлогом заботы о правах человека — оказывали непрерывное давление на Советский Союз, побуждая его изменить внутреннюю и внешнюю политику».
Обвинение утверждало, что «антисоветская агитация и пропаганда» заключалась в изготовлении и передаче за рубеж материалов, «умышленно порочащих советский общественный и государственный строй», в этом ключе рассматривалась деятельность Щаранского в Московской Хельсинкской группе и коллективные письма еврейских активистов.
На суде в июле 1978 года Щаранский отказался от адвоката и защищал себя самостоятельно. Он оспаривал все обвинения. 14 июля коллегия по уголовным делам Верховного суда РСФСР осудила его к лишению свободы сроком 13 лет с отбытием первых трёх лет в тюрьме, а последующих — в колонии строгого режима.
Арест, следствие и суд Щаранский описывает в первой части книги «Не убоюсь зла».
Наказание Щаранский отбывал во Владимирской и Чистопольской тюрьмах, а затем в колонии строгого режима «Пермь-35» в Пермской области. Находясь в заключении, он не раз попадал в карцер за протесты против незаконных действий тюремного начальства (примерно половину девятилетнего срока заключения Щаранский провёл в одиночной камере и более 400 дней — в штрафном изоляторе на пониженном рационе питания при низкой температуре без необходимой одежды). Щаранский неоднократно объявлял голодовки протеста, подвергался принудительному кормлению. 31 октября 1981 года был переведён на 3 года на тюремный режим и вновь этапирован в тюрьму № 4 г. Чистополь, откуда вернулся в лагерь 13 ноября 1984 года.

### Деятельность в Израиле
11 февраля 1986 года, после многочисленных демонстраций по всему миру и ходатайств крупнейших политиков Европы и США, в результате специального соглашения между СССР и США, Щаранского, вместе с двумя гражданами ФРГ и гражданином Чехословакии обменяли на мосту Глинике, на границе Западного Берлина и ГДР, на арестованных в США чехословацких агентов Карела Кёхера и Хану Кёхер, а также советского разведчика Евгения Землякова, польского разведчика Ежи Качмарека и разведчика ГДР Детлефа Шарфенорта, арестованных в ФРГ. Обмен состоялся при посредничестве восточногерманского адвоката Вольфганга Фогеля. В Израиле Щаранский был с почётом встречен премьер-министром Шимоном Пересом и его заместителем Ицхаком Шамиром.
В 1986 году Щаранский создал объединяющий русскоязычных репатриантов Сионистский форум и возглавлял его до 1996 года. В 1995 году Щаранский основал партию «Исраэль ба-Алия» (ИБА), объединившую выходцев из бывшего СССР.
С 1996 года по 2003 год — депутат израильского кнессета и лидер партии ИБА. Занимал должности министра промышленности и торговли (1996—1999), министра внутренних дел (1999—2000), министра строительства (2001—2003), заместителя премьер-министра (2001—2003), министра по делам Иерусалима (2003—2005).
В связи со снизившимся рейтингом партии ИБА (представительство уменьшилось с 6 до 2 мандатов) и её финансовым банкротством, в 2003 году партия Щаранского слилась с блоком Ликуд, а сам Щаранский покинул кнессет, уступив место Марине Солодкиной. Не являясь членом парламента, Щаранский занял пост министра по делам Иерусалима. Из-за несогласия с планом одностороннего размежевания Ариэля Шарона в 2005 году Щаранский ушёл в отставку и стал членом парламентского лобби в защиту Эрец-Исраэль и внутрипартийной оппозиции.
Широкую известность получил судебный процесс Щаранского против литератора Юлия Нудельмана, автора книги «Щаранский без маски».
Щаранский — один из героев документальных фильмов «Они выбирали свободу» (RTVi, 2005) и «Refusenik» (США, 2007).
В марте 2006 года Щаранский был избран в кнессет от партии Ликуд, но уже в ноябре покинул кнессет. Был председателем Адельсоновского института стратегических исследований при «Центре Шалем», где вёл исследовательскую работу.
Щаранский издал две книги по политике: «В защиту демократии», получившую высокую оценку президента США Дж. У. Буша, и «ID: Identity и её решающая роль в защите демократии». Мемуары Щаранского «Не убоюсь зла» переведены на иностранные языки. 22 мая 2025 года Натан Щаранский в центре культурного наследия им.Бегина в Иерусалиме представил перевод книги на украинский язык. На встрече присутствовали Чрезвычайный и полномочный посол Украины Евгений Корнийчук, министр по делам севера и юга при министерстве финансов Зеев Элькин, другие официальные лица.
В 2009 году премьер-министр Биньямин Нетаньяху выбрал Щаранского как следующего председателя Еврейского агентства.

## Руководство НКО и культурными организациями
С 2000 года основал движение «Единый Иерусалим», выступающее за сохранение Иерусалима единой и неделимой столицей Израиля.
C 2007 года является председателем управляющего совета Музея еврейского народа в Тель-Авиве.
С июля 2019 года Натан Щаранский возглавляет американский Институт изучения глобального антисемитизма и политики (ISGAP).

## Награды
- Золотая медаль Конгресса США (1986)
- Президентская медаль Свободы (2006, США)[24]
- Медаль свободы имени Рональда Рейгана (2008)
- Лауреат премии Федерации еврейских общин России «Человек года» (2009).
- Лауреат премии Вашингтонского института Ближневосточной политики (2011)
- Премия Freedom Award (США)
- Лауреат Премии Израиля (2018)[25]
- Орден «За заслуги» III степени (23 августа 2022, Украина) — за значительные личные заслуги в укреплении межгосударственного сотрудничества, поддержку государственного суверенитета и территориальной целостности Украины, весомый вклад в популяризацию Украинского государства в мире[26].

## Семья
Ещё в Москве в 1976 году Щаранский заключил еврейскую религиозную церемонию брака с Натальей (позднее Авиталью) Штиглиц (род. 1950). Поскольку в СССР в качестве законного рассматривался лишь гражданский брак, Натан и Авиталь не признавались в качестве супругов. Авиталь репатриировалась в Израиль, ожидая, что Натан вскоре присоединится к ней. Вместо этого он был осуждён. Авиталь вела упорную борьбу за освобождение мужа. У них две замужние дочери, Рахель и Ханна, и семь внуков.
Брат Авитали Щаранской, полковник Михаэль Штиглиц, скончавшийся в 1996 году, был военным атташе Израиля в Москве.